# Давід Каньяс
Давід Каньяс (ісп. David Cañas, нар. 26 серпня 1978, Севілья) — іспанський футболіст, що грав на позиції захисника.
Виступав, зокрема, за клуби «Севілья», «Саламанка» та «Альбасете», а також юнацьку збірну Іспанії.

## Клубна кар'єра
Народився 26 серпня 1978 року в місті Севілья. Вихованець футбольної школи клубу «Севілья».
У дорослому футболі дебютував 1997 року виступами за команду «Севілья Атлетіко», в якій провів два сезони, взявши участь у 42 матчах чемпіонату. 
Своєю грою за цю команду привернув увагу представників тренерського штабу клубу «Севілья», до складу якого приєднався 1998 року. Відіграв за клуб з Севільї наступний сезон своєї ігрової кар'єри.
Згодом з 1999 по 2003 рік грав у складі команд «Хетафе», «Сеута» та «Полідепортіво».
У 2003 році уклав контракт з клубом «Саламанка», у складі якого провів наступні два роки своєї кар'єри гравця. Більшість часу, проведеного у складі «Саламанки», був основним гравцем захисту команди.
З 2005 року три сезони захищав кольори клубу «Альбасете». 
Протягом 2008—2010 років захищав кольори клубу «Жирона».
Завершив ігрову кар'єру у команді «Сеута», у складі якої вже виступав раніше. Повернувся до неї 2010 року, захищав її кольори до припинення виступів на професійному рівні у 2011 році.

## Виступи за збірну
У 1995 році дебютував у складі юнацької збірної Іспанії (U-16), загалом на юнацькому рівні взяв участь у 1 іграх.